# Remington GPC
Remington GPC (сокращение от Gas Piston Carbine) — американская автоматическая винтовка семейства AR-15, представленная в 2010 году. Отличалась штампованным верхним приёмником, который выступал в качестве охлаждающего кожуха ствола и устанавливался с планками и прицелами STANAG. Производный продукт под названием Modular Gas Piston Carbine был предложен Армии США в рамках отменённой программы по улучшению автомата M4: изготавливался с ферритно-карбонитрированным покрытием, стволом длиной до 368 мм и шестью канавками для баланса. Цевьё — восьмиугольное, вентилируемое, свободно движущееся с находящейся вверху монолитной планкой Пикатинни типа Mil-Std-1913 и легко настраиваемыми секциями планки, которые можно прикрепить к любой из восьми сторон.
Автомат Remington R5 RGP из семейства винтовок AR-15, M16 и M4 является производным от автомата Remington R4 и работает по принципу отвода пороховых газов. Поставляется с прикладом Magpul и пистолетной рукояткой Ergo.